# 플로린 니처
플로린 콘스탄틴 니처(루마니아어: Florin Constantin Niță, 1987년 7월 3일 ~ )는 루마니아의 프로 축구 선수로, 사우디 프로페셔널리그 클럽 다마크와 루마니아 국가대표팀에서 골키퍼로 활약하고 있다.
니처는 콘코르디아 키아지나에서 시니어 경력을 시작한 후 2013년 FCSB와 계약했다. 그는 수도에 연고를 둔 팀에서 6번의 우승을 차지했으며, 2018년 초에는 스파르타 프라하로 해외 이적했다. 파르두비체에서 임대 생활을 보낸 후 2023년에는 쉬페르리그의 가지안테프와 계약했다.
니처는 2017년 11월, 튀르키예를 상대로 2-0으로 승리한 친선 경기에서 루마니아 국가대표팀 데뷔 전을 치렀다. 그는 UEFA 유로 2024에 선발되어 자국이 조 1위를 차지하고 16강에 진출했다.

## 구단 경력

### 초기 경력 및 콘코르디아 키아지나
부쿠레슈티에서 태어난 니처는 7살 때 FCSB에서 축구를 시작했다. 2001년에는 지역 라이벌인 라피드 부쿠레슈티로 이적하여 4년간 머물렀다. 그 후 아스트라 지우르지우에서 주니어 시절 마지막 시즌을 보냈다.
2006년, 19세의 나이로 콘코르디아 키아지나에 입단한 니처는 루마니아 리그 시스템의 세 번째 단계인 리가 III에서 첫 시니어 경기를 치렀다. 2011년 7월 25일, 그는 스포르툴 스투덴체스크와의 홈 경기에서 1-2로 패한 후 팀에서 리가 I 데뷔 전을 치렀다.

### FCSB
2012년 12월, 니처가 이듬해 여름에 유소년 클럽인 FCSB로 복귀한다는 소식이 전해졌다.
2015-16년 시즌부터 FCSB에 자주 출전하기 시작하여 모든 대회에서 32경기를 기록했다. 2016년 8월 16일, 니처는 맨체스터 시티와의 UEFA 챔피언스리그 예선에서 0-5로 패한 세르히오 아궤로가 놓친 페널티킥 두 개 중 하나를 막아냈다.
2017년 5월, 그는 2021년까지 부쿠레슈티에 남을 수 있었던 팀의 새로운 계약(현재 FCSB)에 합의했다. 2017년 니처의 활약으로 《가제타 스포투릴러》가 선정한 올해의 루마니아 축구 선수상 3위를 차지했으며, 슈테판 라두와 함께 수상했다.

### 스파르타 프라하
니처는 2018년 2월 1일, 체코 클럽 스파르타 프라하로 공개되지 않은 수수료로 이적했으며, 200만 유로에 보너스 50만 유로를 더한 것으로 알려졌다.
2021년 12월, 그는 한 해 동안 활약한 공로로 CSJ 협회와 《가제타 스포투릴러》가 선정한 루마니아 올해의 축구 선수로 선정되었다. 순위가 하락한 스파르타 프라하는 니처를 2022-23년 시즌 남은 기간 동안 동료 리그 팀인 파르두비체로 임대했다.

### 다마크
2024년 8월 25일, 니처는 다마크와 1년 계약을 체결했다.

## 국가대표팀 경력
2017년 3월 18일, 실비우 룬그 주니어가 부상을 당한 후, 니처는 크리스토프 다움 감독에 의해 덴마크와의 2018년 FIFA 월드컵 예선 전에 루마니아 국가대표팀에 발탁되었다. 소집 며칠 전, 전 루마니아 국가대표였던 헬무트 두카담, 게오르게 하지, 라우렌티우 레게캄프는 국가대표팀에서 빠진 것이 "부당하다"고 말했다.
결국 니처는 2017년 11월 9일, 클루지나포카에서 열린 튀르키예와의 친선 경기에서 코스텔 판틸리몬과 71분 교체 투입되어 풀사이드로 데뷔했다. 2020년 말 치프리안 터터루샤누가 국가대표팀 은퇴를 선언한 후, 니처는 2021년 3월, 북마케도니아, 독일, 아르메니아와의 2022년 FIFA 월드컵 예선 3경기에서 모두 90분을 소화했다. 루마니아는 후자의 두 상대를 상대로 패했지만, 그의 선방은 언론과 팬들의 찬사를 받았다.
2024년 6월 7일, 니처는 UEFA 유로 2024 국가대표팀에 이름을 올렸다. 예선에는 출전하지 못했지만, 최종 토너먼트 기간 동안 자국에서 치른 네 경기에 모두 선발 출전하여 조 1위를 차지했지만 이후 네덜란드에 16강에서 탈락했다.